# Copa Paraguay 2019
La Copa Paraguay 2019 fue la segunda edición del certamen, que en principio otorgaría al campeón la clasificación en forma directa a la Copa Sudamericana 2020, sin embargo no fue posible debido a que el 21 de mayo de 2019, la Conmebol publicó las nuevas condiciones de elegibilidad para que los equipos puedan participar en competencias internacionales organizadas por ésta, pero al día siguiente, emitieron un comunicado que revierte esta decisión y mencionaba que en una nueva reunión serán definidos estos criterios a aplicar desde la temporada 2021. Comenzó el 28 de mayo y terminó el 5 de diciembre.
El club Libertad obtuvo su primer título tras vencer en la final al club Guaraní. 
Debido a que el Libertad ya estaba clasificado a la Copa Libertadores 2020 por ser el segundo puntaje acumulado del campeonato paraguayo 2019 y el club Guaraní por ser el cuarto mejor puntaje del 2019. El cupo tendría que haber correspondido al Deportivo Capiata, pero como descendió a la Segunda División, finalmente el cupo quedó ortogado al Sportivo Luqueño (quien quedó como el octavo mejor puntaje acumulado del año 2019).

## Etapas Previas Departamentales
A finales del 2018 y a medida que cada liga del interior fue definiendo a sus ganadores, también se iniciaron las competencias departamentales organizadas por cada Federación y supervisada por la UFI, para determinar a sus 17 representantes en el certamen nacional. 
El 23 de septiembre, el 19 de Marzo FBC de la ciudad de San Ignacio Guazú se anotó como primer clasificado del fútbol de tierra adentro, representando al departamento de Misiones.
Los departamentos de Caaguazú y Ñeembucú conocieron a sus representantes cuando el Club Sol de América del municipio Dr. Juan Manuel Frutos y el 1° de Marzo FBC de Pilar, respectivamente ganaron sus torneos departamentales el día 24 de febrero de 2019. 
La siguiente semana, el 3 de marzo, el Club 12 de Octubre de Paso Yobái (Departamento de Guairá), y el Club Aquidaban de Pedro Juan Caballero, Amambay.
El día 10 de marzo los equipos Sport Valenzolano de Valenzuela (Cordillera), Club 16 de Agosto de la ciudad de Caazapá, capital del departamento homónimo, Club 3 de Mayo de Posta Ybycuá, Capiatá (Central) y el Club Nueva Estrella de Mariscal Estigarribia, Boquerón, consiguieron su pase a la etapa Nacional del torneo tras consagrarse en sus respectivos departamentos.
Los departamentos de Itapúa, Alto Paraná, Canindeyú y Alto Paraguay, definieron el domingo 17 de marzo a sus representantes cuando los equipos de Athletic FBC de Encarnación, Club Social Cultural y Deportivo San Antonio de Juan León Mallorquín, Club Sport Santo Domingo de Ybyrarobaná, y el Club Sportivo Puerto Diana de Bahía Negra, respectivamente, se consagraron campeones en sus torneos departamentales.
En Concepción, Paraguarí, y Pdte. Hayes se definió a los clasificados el día 24 de marzo, éstos son Sportivo San Juan de Yby Yaú, Sud América de Paraguari y el Independiente FBC de Nanawa. En el departamento de San Pedro, en tanto, las finales departamentales se desarrollaron los días 24 y 31 de marzo y fue el Porvenir FC de la ciudad de Liberación el que se quedó con el cupo final de la UFI.

## Participantes
El torneo contó con 64 equipos en su fase nacional: los 12 de la Primera División, los 16 de la Intermedia, 11 de Primera B, 8 de Primera C y 17 de UFI, los cuales se enfrentaron en cruces a eliminación directa.

### Equipos Clasificados a la Fase Nacional
| División                               | Equipo | P.        | Vía de clasificación |
| -------------------------------------- | --- | --------- | --- |
| Primera División 12 cupos              | Cerro Porteño Deportivo Capiatá Deportivo Santaní General Díaz Guaraní Libertad Nacional Olimpia River Plate Sol de América Sportivo Luqueño Sportivo San Lorenzo | 2         | Clasificados de manera automática a la Fase Nacional |
| División Intermedia 16 cupos           | 12 de Octubre FBC (Itauguá) Atlético 3 de Febrero Atyrá FC Deportivo Caaguazú Fernando de la Mora Fulgencio Yegros General Caballero (JLM) Guaireña FC Independiente FBC (CG) Ovetense FC R.I. 3 Corrales Resistencia SC Rubio Ñu Sportivo 2 de Mayo Sportivo Iteño Sportivo Trinidense | 2 1 2 1 2 | Clasificados de manera automática a la Fase Nacional |
| Primera División B 11 cupos            | Tacuary Sportivo Ameliano Cristóbal Colón FBC (JAS) Atlético Colegiales Deportivo Recoleta Presidente Hayes 3 de Febrero FBC (RB) Cristóbal Colón (Ñ) Atlántida SC Atlético Tembetary Sportivo Limpeño | 2 1 2 1 2 | 2.º puesto Primera B 2018 3.er puesto Primera B 2018 4.º puesto Primera B 2018 5.º puesto Primera B 2018 6.º puesto Primera B 2018 7.º puesto Primera B 2018 8.º puesto Primera B 2018 9.º puesto Primera B 2018 10.º puesto Primera B 2018 Campeón Primera C 2018 Vicecampeón Primera C 2018 |
| Primera División C 8 cupos             | Sport Colonial Oriental Humaitá FBC General B. Caballero (CG) 1° de Marzo 12 de Octubre (SD) Atlético Juventud Silvio Pettirossi | 1 2 1 2 1 | 3.er puesto Primera C 2018 4.º puesto Primera C 2018 5.º puesto Primera C 2018 6.º puesto Primera C 2018 7.º puesto Primera C 2018 8.º puesto Primera C 2018 9.º puesto Primera C 2018 10.º puesto Primera C 2018 |
| Unión del Fútbol del Interior 17 cupos | Sportivo San Juan (Yby Yaú) Porvenir FC (Liberación) Sport Valenzolano (Valenzuela) 12 de Octubre (Paso Yobái) Sol de América (Dr. J.M. Frutos) 16 de Agosto (Caazapá) Athletic FBC (Encarnación) 19 de Marzo FBC (San Ignacio G.) Sud América (Paraguarí) SCD San Antonio (J.L.M.) 3 de Mayo (Capiatá) 1° de Marzo FBC (Pilar) Aquidabán (P.J. Caballero) Sp. Santo Domingo (Ybyrarobaná) Independiente FBC (Nanawa) Nueva Estrella (Mcal Estigarribia) Spvo. Puerto Diana (Bahía Negra) | 1 2 1 2 1 | Representante del I Departamento de Concepción Representante del II Departamento de San Pedro Representante del III Departamento de Cordillera Representante del IV Departamento de Guairá Representante del V Departamento de Caaguazú Representante del VI Departamento de Caazapá Representante del VII Departamento de Itapúa Representante del VIII Departamento de Misiones Representante del IX Departamento de Paraguarí Representante del X Departamento de Alto Paraná Representante del XI Departamento Central Representante del XII Departamento de Ñeembucú Representante del XIII Departamento de Amambay Representante del XIV Departamento de Canindeyú Representante del XV Departamento de Presidente Hayes Representante del XVI Departamento de Boquerón Representante del XVII Departamento de Alto Paraguay |

### Distribución Geográfica
| Distrito capital/Departamento    | Cantidad | Equipos |
| -------------------------------- | -------- | --- |
| Asunción                         | 23       | 12 de Octubre (SD), 3 de Febrero FBC (RB), Atlántida SC, Atlético Juventud, Atlético Tembetary, Cerro Porteño, Deportivo Recoleta, Fernando de la Mora, Guaraní, Independiente FBC (CG), Libertad, Nacional, Olimpia, Oriental, Presidente Hayes, Resistencia SC, River Plate, Rubio Ñu, Silvio Pettirossi, Sport Colonial, Sportivo Ameliano, Sportivo Trinidense y Tacuary. |
| Departamento de Concepción       | 1        | Sportivo San Juan. |
| Departamento de San Pedro        | 2        | Deportivo Santaní y Porvenir FC. |
| Departamento de Cordillera       | 2        | Atyrá FC y Sport Valenzolano. |
| Departamento de Guairá           | 2        | 12 de Octubre (Paso Yobái) y Guaireña FC. |
| Departamento de Caaguazú         | 3        | Deportivo Caaguazú, Ovetense y Sol de América (JMF). |
| Departamento de Caazapá          | 1        | 16 de Agosto. |
| Departamento de Itapúa           | 1        | Athletic FBC. |
| Departamento de Misiones         | 1        | 19 de Marzo FBC. |
| Departamento de Paraguarí        | 1        | Sud América. |
| Departamento de Alto Paraná      | 4        | Atl. 3 de Febrero, General Caballero (JLM), R.I. 3 Corrales y SCD San Antonio. |
| Departamento Central             | 16       | 1° de Marzo, 12 de Octubre FBC (Itauguá), 3 de Mayo (Posta Ybycuá), Atlético Colegiales, Cristóbal Colón FBC (JAS), Cristóbal Colón (Ñemby), Deportivo Capiatá, Fulgencio Yegros, General B. Caballero (CG), General Díaz, Humaitá FBC, Sol de América, Sportivo Iteño, Sportivo Limpeño, Sportivo Luqueño, y Sportivo San Lorenzo.                                           |
| Departamento de Ñeembucú         | 1        | 1° de Marzo FBC. |
| Departamento de Amambay          | 2        | Aquidabán y Sportivo 2 de Mayo. |
| Departamento de Canindeyú        | 1        | Sport Santo Domingo. |
| Departamento de Presidente Hayes | 1        | Independiente FBC (Nanawa). |
| Departamento de Boquerón         | 1        | Nueva Estrella. |
| Departamento de Alto Paraguay    | 1        | Sportivo Puerto Diana. |

## Cuadro Principal
El cuadro principal lo protagonizan los 64 clasificados. Los participantes se enfrentarán en llaves de 2 equipos en un único juego de eliminación directa en cancha neutral, de haber empate al final del período reglamentario, se ejecutarán tiros penales. El sorteo que determinó los cruces tuvo lugar el día 16 de mayo de 2019.

### Cuadro de desarrollo
|  | Treintaidosavos de final          | Treintaidosavos de final             |                                        |       | Dieciseisavos de final       | Dieciseisavos de final       |                               |                               | Octavos de final | Octavos de final |  |  | Cuartos de final | Cuartos de final |  |  | Semifinales | Semifinales |  |  | Final | Final |
|  |                                   |                                      |                                        |       |                              |                              |                               |                               |                  |                  |  |  |                  |                  |  |  |             |             |  |  |       |       |
|  | 17 de julio – General Pablo Rojas |                                      |                                        |       |                              |                              |                               |                               |                  |                  |  |  |                  |                  |  |  |             |             |  |  |       |       |
|  |                                   |                                      |                                        |       |                              |                              |                               |                               |                  |                  |  |  |                  |                  |  |  |             |             |  |  |       |       |
|  | Atlántida SC                      | 0                                    |                                        |       |                              |                              |                               |                               |                  |                  |  |  |                  |                  |  |  |             |             |  |  |       |       |
|  | Atlántida SC                      | 0                                    | 7 de agosto – Juan José Vázquez        |       |                              |                              |                               |                               |                  |                  |  |  |                  |                  |  |  |             |             |  |  |       |       |
|  | Cerro Porteño                     | 3                                    |                                        |       |                              |                              |                               |                               |                  |                  |  |  |                  |                  |  |  |             |             |  |  |       |       |
|  | Cerro Porteño                     | 3                                    | Cerro Porteño                          | 1 (3) |                              |                              |                               |                               |                  |                  |  |  |                  |                  |  |  |             |             |  |  |       |       |
|  | 4 de junio – Rio Parapiti         |                                      | Cerro Porteño                          | 1 (3) |                              |                              |                               |                               |                  |                  |  |  |                  |                  |  |  |             |             |  |  |       |       |
|  |                                   | Sportivo 2 de Mayo (p)               | 1 (4)                                  |       |                              |                              |                               |                               |                  |                  |  |  |                  |                  |  |  |             |             |  |  |       |       |
|  | Silvio Pettirossi                 | Sportivo 2 de Mayo (p)               | 1 (4)                                  | 0     |                              |                              |                               |                               |                  |                  |  |  |                  |                  |  |  |             |             |  |  |       |       |
|  | Silvio Pettirossi                 |                                      | 10 de septiembre – Río Parapití        | 0     |                              |                              |                               |                               |                  |                  |  |  |                  |                  |  |  |             |             |  |  |       |       |
|  | Sportivo 2 de Mayo                | 1                                    |                                        |       |                              |                              |                               |                               |                  |                  |  |  |                  |                  |  |  |             |             |  |  |       |       |
|  | Sportivo 2 de Mayo                | 1                                    | Sportivo 2 de Mayo                     | 1 (3) |                              |                              |                               |                               |                  |                  |  |  |                  |                  |  |  |             |             |  |  |       |       |
|  | 28 de mayo – Parque del Guairá    |                                      | Sportivo 2 de Mayo                     | 1 (3) |                              |                              |                               |                               |                  |                  |  |  |                  |                  |  |  |             |             |  |  |       |       |
|  |                                   | Guaireña FC (p)                      | 1 (4)                                  |       |                              |                              |                               |                               |                  |                  |  |  |                  |                  |  |  |             |             |  |  |       |       |
|  | Humaitá FBC                       | Guaireña FC (p)                      | 1 (4)                                  | 1     |                              |                              |                               |                               |                  |                  |  |  |                  |                  |  |  |             |             |  |  |       |       |
|  | Humaitá FBC                       | 13 de agosto – Parque del Guairá     |                                        | 1     |                              |                              |                               |                               |                  |                  |  |  |                  |                  |  |  |             |             |  |  |       |       |
|  | Guaireña FC                       | 4                                    |                                        |       |                              |                              |                               |                               |                  |                  |  |  |                  |                  |  |  |             |             |  |  |       |       |
|  | Guaireña FC                       | 4                                    | Guaireña FC                            | 1     |                              |                              |                               |                               |                  |                  |  |  |                  |                  |  |  |             |             |  |  |       |       |
|  | 18 de julio – Juan José Vázquez   |                                      | Guaireña FC                            | 1     |                              |                              |                               |                               |                  |                  |  |  |                  |                  |  |  |             |             |  |  |       |       |
|  |                                   | General Díaz                         | 0                                      |       |                              |                              |                               |                               |                  |                  |  |  |                  |                  |  |  |             |             |  |  |       |       |
|  | Sport Santo Domingo               | General Díaz                         | 0                                      | 0     |                              |                              |                               |                               |                  |                  |  |  |                  |                  |  |  |             |             |  |  |       |       |
|  | Sport Santo Domingo               |                                      | 9 de octubre – Parque del Guairá       | 0     |                              |                              |                               |                               |                  |                  |  |  |                  |                  |  |  |             |             |  |  |       |       |
|  | General Díaz                      | 5                                    |                                        |       |                              |                              |                               |                               |                  |                  |  |  |                  |                  |  |  |             |             |  |  |       |       |
|  | General Díaz                      | 5                                    | Guaireña FC                            | 0 (1) |                              |                              |                               |                               |                  |                  |  |  |                  |                  |  |  |             |             |  |  |       |       |
|  | 28 de mayo – Parque del Guairá    |                                      | Guaireña FC                            | 0 (1) |                              |                              |                               |                               |                  |                  |  |  |                  |                  |  |  |             |             |  |  |       |       |
|  |                                   | Sol de América                       | 0 (3)                                  |       |                              |                              |                               |                               |                  |                  |  |  |                  |                  |  |  |             |             |  |  |       |       |
|  | 12 de Octubre (Paso Yobái)        | Sol de América                       | 0 (3)                                  | 0     |                              |                              |                               |                               |                  |                  |  |  |                  |                  |  |  |             |             |  |  |       |       |
|  | 12 de Octubre (Paso Yobái)        | 22 de agosto – San Francisco de Asís |                                        | 0     |                              |                              |                               |                               |                  |                  |  |  |                  |                  |  |  |             |             |  |  |       |       |
|  | Sportivo Iteño                    | 3                                    |                                        |       |                              |                              |                               |                               |                  |                  |  |  |                  |                  |  |  |             |             |  |  |       |       |
|  | Sportivo Iteño                    | 3                                    | Sportivo Iteño                         | 1 (2) |                              |                              |                               |                               |                  |                  |  |  |                  |                  |  |  |             |             |  |  |       |       |
|  | 13 de junio – Erico Galeano       |                                      | Sportivo Iteño                         | 1 (2) |                              |                              |                               |                               |                  |                  |  |  |                  |                  |  |  |             |             |  |  |       |       |
|  |                                   | Atyrá FC (p)                         | 1 (3)                                  |       |                              |                              |                               |                               |                  |                  |  |  |                  |                  |  |  |             |             |  |  |       |       |
|  | 1° de Marzo FBC                   | Atyrá FC (p)                         | 1 (3)                                  | 1     |                              |                              |                               |                               |                  |                  |  |  |                  |                  |  |  |             |             |  |  |       |       |
|  | 1° de Marzo FBC                   |                                      | 19 de septiembre – Adrián Jara         | 1     |                              |                              |                               |                               |                  |                  |  |  |                  |                  |  |  |             |             |  |  |       |       |
|  | Atyrá FC                          | 2                                    |                                        |       |                              |                              |                               |                               |                  |                  |  |  |                  |                  |  |  |             |             |  |  |       |       |
|  | Atyrá FC                          | 2                                    | Atyrá FC                               | 0     |                              |                              |                               |                               |                  |                  |  |  |                  |                  |  |  |             |             |  |  |       |       |
|  | 17 de julio – Luis Salinas        |                                      | Atyrá FC                               | 0     |                              |                              |                               |                               |                  |                  |  |  |                  |                  |  |  |             |             |  |  |       |       |
|  |                                   | Sol de América                       | 2                                      |       |                              |                              |                               |                               |                  |                  |  |  |                  |                  |  |  |             |             |  |  |       |       |
|  | Porvenir FC                       | Sol de América                       | 2                                      | 1     |                              |                              |                               |                               |                  |                  |  |  |                  |                  |  |  |             |             |  |  |       |       |
|  | Porvenir FC                       | 15 de agosto – Luis Alfonso Giagni   |                                        | 1     |                              |                              |                               |                               |                  |                  |  |  |                  |                  |  |  |             |             |  |  |       |       |
|  | Sol de América                    | 4                                    |                                        |       |                              |                              |                               |                               |                  |                  |  |  |                  |                  |  |  |             |             |  |  |       |       |
|  | Sol de América                    | 4                                    | Sol de América                         | 4     |                              |                              |                               |                               |                  |                  |  |  |                  |                  |  |  |             |             |  |  |       |       |
|  | 11 de junio – 22 de Setiembre     |                                      | Sol de América                         | 4     |                              |                              |                               |                               |                  |                  |  |  |                  |                  |  |  |             |             |  |  |       |       |
|  |                                   | General B. Caballero (CG)            | 1                                      |       |                              |                              |                               |                               |                  |                  |  |  |                  |                  |  |  |             |             |  |  |       |       |
|  | 19 de Marzo FBC                   | General B. Caballero (CG)            | 1                                      | 1 (2) |                              |                              |                               |                               |                  |                  |  |  |                  |                  |  |  |             |             |  |  |       |       |
|  | 19 de Marzo FBC                   |                                      | 5 de noviembre – Arsenio Erico         | 1 (2) |                              |                              |                               |                               |                  |                  |  |  |                  |                  |  |  |             |             |  |  |       |       |
|  | General B. Caballero (CG) (p)     | 1 (3)                                |                                        |       |                              |                              |                               |                               |                  |                  |  |  |                  |                  |  |  |             |             |  |  |       |       |
|  | General B. Caballero (CG) (p)     | 1 (3)                                | Sol de América                         | 1     |                              |                              |                               |                               |                  |                  |  |  |                  |                  |  |  |             |             |  |  |       |       |
|  | 25 de julio – Ricardo Gregor      |                                      | Sol de América                         | 1     |                              |                              |                               |                               |                  |                  |  |  |                  |                  |  |  |             |             |  |  |       |       |
|  |                                   | Libertad                             | 4                                      |       |                              |                              |                               |                               |                  |                  |  |  |                  |                  |  |  |             |             |  |  |       |       |
|  | Atlético Tembetary                | Libertad                             | 4                                      | 2     |                              |                              |                               |                               |                  |                  |  |  |                  |                  |  |  |             |             |  |  |       |       |
|  | Atlético Tembetary                | 15 de agosto – Luis Alfonso Giagni   |                                        | 2     |                              |                              |                               |                               |                  |                  |  |  |                  |                  |  |  |             |             |  |  |       |       |
|  | Independiente FBC (CG)            | 0                                    |                                        |       |                              |                              |                               |                               |                  |                  |  |  |                  |                  |  |  |             |             |  |  |       |       |
|  | Independiente FBC (CG)            | 0                                    | Atlético Tembetary                     | 1     |                              |                              |                               |                               |                  |                  |  |  |                  |                  |  |  |             |             |  |  |       |       |
|  | 10 de julio – Leandro Ovelar      |                                      | Atlético Tembetary                     | 1     |                              |                              |                               |                               |                  |                  |  |  |                  |                  |  |  |             |             |  |  |       |       |
|  |                                   | Libertad                             | 2                                      |       |                              |                              |                               |                               |                  |                  |  |  |                  |                  |  |  |             |             |  |  |       |       |
|  | CSD San Antonio                   | Libertad                             | 2                                      | 2     |                              |                              |                               |                               |                  |                  |  |  |                  |                  |  |  |             |             |  |  |       |       |
|  | CSD San Antonio                   |                                      | 11 de septiembre – Arsenio Erico       | 2     |                              |                              |                               |                               |                  |                  |  |  |                  |                  |  |  |             |             |  |  |       |       |
|  | Libertad                          | 8                                    |                                        |       |                              |                              |                               |                               |                  |                  |  |  |                  |                  |  |  |             |             |  |  |       |       |
|  | Libertad                          | 8                                    | Libertad                               | 3     |                              |                              |                               |                               |                  |                  |  |  |                  |                  |  |  |             |             |  |  |       |       |
|  | 6 de junio – Martín Torres        |                                      | Libertad                               | 3     |                              |                              |                               |                               |                  |                  |  |  |                  |                  |  |  |             |             |  |  |       |       |
|  |                                   | Fernando de la Mora                  | 2                                      |       |                              |                              |                               |                               |                  |                  |  |  |                  |                  |  |  |             |             |  |  |       |       |
|  | Tacuary                           | Fernando de la Mora                  | 2                                      | 3     |                              |                              |                               |                               |                  |                  |  |  |                  |                  |  |  |             |             |  |  |       |       |
|  | Tacuary                           | 22 de agosto – San Francisco de Asís |                                        | 3     |                              |                              |                               |                               |                  |                  |  |  |                  |                  |  |  |             |             |  |  |       |       |
|  | Resistencia SC                    | 0                                    |                                        |       |                              |                              |                               |                               |                  |                  |  |  |                  |                  |  |  |             |             |  |  |       |       |
|  | Resistencia SC                    | 0                                    | Tacuary                                | 0     |                              |                              |                               |                               |                  |                  |  |  |                  |                  |  |  |             |             |  |  |       |       |
|  | 9 de julio – Gunther Vogel        |                                      | Tacuary                                | 0     |                              |                              |                               |                               |                  |                  |  |  |                  |                  |  |  |             |             |  |  |       |       |
|  |                                   | Fernando de la Mora                  | 3                                      |       |                              |                              |                               |                               |                  |                  |  |  |                  |                  |  |  |             |             |  |  |       |       |
|  | Cristóbal Colón FBC (JAS)         | Fernando de la Mora                  | 3                                      | 1     |                              |                              |                               |                               |                  |                  |  |  |                  |                  |  |  |             |             |  |  |       |       |
|  | Cristóbal Colón FBC (JAS)         |                                      | 10 de octubre – Arsenio Erico          | 1     |                              |                              |                               |                               |                  |                  |  |  |                  |                  |  |  |             |             |  |  |       |       |
|  | Fernando de la Mora               | 2                                    |                                        |       |                              |                              |                               |                               |                  |                  |  |  |                  |                  |  |  |             |             |  |  |       |       |
|  | Fernando de la Mora               | 2                                    | Libertad                               | 1     |                              |                              |                               |                               |                  |                  |  |  |                  |                  |  |  |             |             |  |  |       |       |
|  | 16 de julio – Ricardo Gregor      |                                      | Libertad                               | 1     |                              |                              |                               |                               |                  |                  |  |  |                  |                  |  |  |             |             |  |  |       |       |
|  |                                   | Sportivo Luqueño                     | 0                                      |       |                              |                              |                               |                               |                  |                  |  |  |                  |                  |  |  |             |             |  |  |       |       |
|  | 1° de Marzo                       | Sportivo Luqueño                     | 0                                      | 0     |                              |                              |                               |                               |                  |                  |  |  |                  |                  |  |  |             |             |  |  |       |       |
|  | 1° de Marzo                       | 20 de agosto – La Arboleda           |                                        | 0     |                              |                              |                               |                               |                  |                  |  |  |                  |                  |  |  |             |             |  |  |       |       |
|  | Sportivo Luqueño                  | 3                                    |                                        |       |                              |                              |                               |                               |                  |                  |  |  |                  |                  |  |  |             |             |  |  |       |       |
|  | Sportivo Luqueño                  | 3                                    | Sportivo Luqueño                       | 1     |                              |                              |                               |                               |                  |                  |  |  |                  |                  |  |  |             |             |  |  |       |       |
|  | 12 de junio – Isidro Roussillón   |                                      | Sportivo Luqueño                       | 1     |                              |                              |                               |                               |                  |                  |  |  |                  |                  |  |  |             |             |  |  |       |       |
|  |                                   | Rubio Ñu                             | 0                                      |       |                              |                              |                               |                               |                  |                  |  |  |                  |                  |  |  |             |             |  |  |       |       |
|  | Independiente FBC (Nanawa)        | Rubio Ñu                             | 0                                      | 0     |                              |                              |                               |                               |                  |                  |  |  |                  |                  |  |  |             |             |  |  |       |       |
|  | Independiente FBC (Nanawa)        |                                      | 10 de septiembre – Luis Alfonso Giagni | 0     |                              |                              |                               |                               |                  |                  |  |  |                  |                  |  |  |             |             |  |  |       |       |
|  | Rubio Ñu                          | 4                                    |                                        |       |                              |                              |                               |                               |                  |                  |  |  |                  |                  |  |  |             |             |  |  |       |       |
|  | Rubio Ñu                          | 4                                    | Sportivo Luqueño                       | 2     |                              |                              |                               |                               |                  |                  |  |  |                  |                  |  |  |             |             |  |  |       |       |
|  | 13 de junio – Erico Galeano       |                                      | Sportivo Luqueño                       | 2     |                              |                              |                               |                               |                  |                  |  |  |                  |                  |  |  |             |             |  |  |       |       |
|  |                                   | Nacional                             | 0                                      |       |                              |                              |                               |                               |                  |                  |  |  |                  |                  |  |  |             |             |  |  |       |       |
|  | 3 de Mayo (Posta Ybycuá)          | Nacional                             | 0                                      | 1     |                              |                              |                               |                               |                  |                  |  |  |                  |                  |  |  |             |             |  |  |       |       |
|  | 3 de Mayo (Posta Ybycuá)          | 21 de agosto – Antonio Aranda        |                                        | 1     |                              |                              |                               |                               |                  |                  |  |  |                  |                  |  |  |             |             |  |  |       |       |
|  | R.I. 3 Corrales                   | 3                                    |                                        |       |                              |                              |                               |                               |                  |                  |  |  |                  |                  |  |  |             |             |  |  |       |       |
|  | R.I. 3 Corrales                   | 3                                    | R.I. 3 Corrales                        | 2 (2) |                              |                              |                               |                               |                  |                  |  |  |                  |                  |  |  |             |             |  |  |       |       |
|  | 11 de julio – Luis Salinas        |                                      | R.I. 3 Corrales                        | 2 (2) |                              |                              |                               |                               |                  |                  |  |  |                  |                  |  |  |             |             |  |  |       |       |
|  |                                   | Nacional (p)                         | 2 (3)                                  |       |                              |                              |                               |                               |                  |                  |  |  |                  |                  |  |  |             |             |  |  |       |       |
|  | 3 de Febrero FBC (RB)             | Nacional (p)                         | 2 (3)                                  | 0     |                              |                              |                               |                               |                  |                  |  |  |                  |                  |  |  |             |             |  |  |       |       |
|  | 3 de Febrero FBC (RB)             |                                      | 4 de diciembre – Defensores del Chaco  | 0     |                              |                              |                               |                               |                  |                  |  |  |                  |                  |  |  |             |             |  |  |       |       |
|  | Nacional                          | 3                                    |                                        |       |                              |                              |                               |                               |                  |                  |  |  |                  |                  |  |  |             |             |  |  |       |       |
|  | Nacional                          | 3                                    | Libertad                               | 3     |                              |                              |                               |                               |                  |                  |  |  |                  |                  |  |  |             |             |  |  |       |       |
|  | 9 de julio – Manuel Ferreira      |                                      | Libertad                               | 3     |                              |                              |                               |                               |                  |                  |  |  |                  |                  |  |  |             |             |  |  |       |       |
|  |                                   | Guaraní                              | 0                                      |       |                              |                              |                               |                               |                  |                  |  |  |                  |                  |  |  |             |             |  |  |       |       |
|  | Sportivo Limpeño                  | Guaraní                              | 0                                      | 0     |                              |                              |                               |                               |                  |                  |  |  |                  |                  |  |  |             |             |  |  |       |       |
|  | Sportivo Limpeño                  | 8 de agosto – Parque del Guairá      |                                        | 0     |                              |                              |                               |                               |                  |                  |  |  |                  |                  |  |  |             |             |  |  |       |       |
|  | Olimpia                           | 4                                    |                                        |       |                              |                              |                               |                               |                  |                  |  |  |                  |                  |  |  |             |             |  |  |       |       |
|  | Olimpia                           | 4                                    | Olimpia                                | 3     |                              |                              |                               |                               |                  |                  |  |  |                  |                  |  |  |             |             |  |  |       |       |
|  | 11 de junio – 22 de Setiembre     |                                      | Olimpia                                | 3     |                              |                              |                               |                               |                  |                  |  |  |                  |                  |  |  |             |             |  |  |       |       |
|  |                                   | Atlético Colegiales                  | 0                                      |       |                              |                              |                               |                               |                  |                  |  |  |                  |                  |  |  |             |             |  |  |       |       |
|  | Atlético Colegiales               | Atlético Colegiales                  | 0                                      | 2     |                              |                              |                               |                               |                  |                  |  |  |                  |                  |  |  |             |             |  |  |       |       |
|  | Atlético Colegiales               |                                      | 11 de septiembre – Erico Galeano       | 2     |                              |                              |                               |                               |                  |                  |  |  |                  |                  |  |  |             |             |  |  |       |       |
|  | Athletic FBC                      | 0                                    |                                        |       |                              |                              |                               |                               |                  |                  |  |  |                  |                  |  |  |             |             |  |  |       |       |
|  | Athletic FBC                      | 0                                    | Olimpia                                | 0 (4) |                              |                              |                               |                               |                  |                  |  |  |                  |                  |  |  |             |             |  |  |       |       |
|  | 29 de mayo – Ovetenses Unidos     |                                      | Olimpia                                | 0 (4) |                              |                              |                               |                               |                  |                  |  |  |                  |                  |  |  |             |             |  |  |       |       |
|  |                                   | Cristóbal Colón (Ñ) (p)              | 0 (5)                                  |       |                              |                              |                               |                               |                  |                  |  |  |                  |                  |  |  |             |             |  |  |       |       |
|  | Cristóbal Colón (Ñ)               | Cristóbal Colón (Ñ) (p)              | 0 (5)                                  | 3     |                              |                              |                               |                               |                  |                  |  |  |                  |                  |  |  |             |             |  |  |       |       |
|  | Cristóbal Colón (Ñ)               | 13 de agosto – Luis Salinas          |                                        | 3     |                              |                              |                               |                               |                  |                  |  |  |                  |                  |  |  |             |             |  |  |       |       |
|  | Deportivo Caaguazú                | 0                                    |                                        |       |                              |                              |                               |                               |                  |                  |  |  |                  |                  |  |  |             |             |  |  |       |       |
|  | Deportivo Caaguazú                | 0                                    | Cristóbal Colón (Ñ) (p)                | 1 (6) |                              |                              |                               |                               |                  |                  |  |  |                  |                  |  |  |             |             |  |  |       |       |
|  | 11 de julio – Luis Salinas        |                                      | Cristóbal Colón (Ñ) (p)                | 1 (6) |                              |                              |                               |                               |                  |                  |  |  |                  |                  |  |  |             |             |  |  |       |       |
|  |                                   | Sportivo San Lorenzo                 | 1 (5)                                  |       |                              |                              |                               |                               |                  |                  |  |  |                  |                  |  |  |             |             |  |  |       |       |
|  | 16 de Agosto                      | Sportivo San Lorenzo                 | 1 (5)                                  | 0     |                              |                              |                               |                               |                  |                  |  |  |                  |                  |  |  |             |             |  |  |       |       |
|  | 16 de Agosto                      |                                      | 16 de octubre – Luis Salinas           | 0     |                              |                              |                               |                               |                  |                  |  |  |                  |                  |  |  |             |             |  |  |       |       |
|  | Sportivo San Lorenzo              | 6                                    |                                        |       |                              |                              |                               |                               |                  |                  |  |  |                  |                  |  |  |             |             |  |  |       |       |
|  | Sportivo San Lorenzo              | 6                                    | Cristóbal Colón (Ñ)                    | 1     |                              |                              |                               |                               |                  |                  |  |  |                  |                  |  |  |             |             |  |  |       |       |
|  | 30 de mayo – Luis Salinas         |                                      | Cristóbal Colón (Ñ)                    | 1     |                              |                              |                               |                               |                  |                  |  |  |                  |                  |  |  |             |             |  |  |       |       |
|  |                                   | Deportivo Capiatá                    | 3                                      |       |                              |                              |                               |                               |                  |                  |  |  |                  |                  |  |  |             |             |  |  |       |       |
|  | 12 de Octubre (SD)                | Deportivo Capiatá                    | 3                                      | 0     |                              |                              |                               |                               |                  |                  |  |  |                  |                  |  |  |             |             |  |  |       |       |
|  | 12 de Octubre (SD)                | 13 de agosto – Luis Salinas          |                                        | 0     |                              |                              |                               |                               |                  |                  |  |  |                  |                  |  |  |             |             |  |  |       |       |
|  | 12 de Octubre FBC (Itauguá)       | 3                                    |                                        |       |                              |                              |                               |                               |                  |                  |  |  |                  |                  |  |  |             |             |  |  |       |       |
|  | 12 de Octubre FBC (Itauguá)       | 3                                    | 12 de Octubre FBC (Itauguá)            | 0 (3) |                              |                              |                               |                               |                  |                  |  |  |                  |                  |  |  |             |             |  |  |       |       |
|  | 29 de mayo – Ovetenses Unidos     |                                      | 12 de Octubre FBC (Itauguá)            | 0 (3) |                              |                              |                               |                               |                  |                  |  |  |                  |                  |  |  |             |             |  |  |       |       |
|  |                                   | Ovetense FC                          | 0 (4)                                  |       |                              |                              |                               |                               |                  |                  |  |  |                  |                  |  |  |             |             |  |  |       |       |
|  | Sport Colonial                    | Ovetense FC                          | 0 (4)                                  | 1     |                              |                              |                               |                               |                  |                  |  |  |                  |                  |  |  |             |             |  |  |       |       |
|  | Sport Colonial                    |                                      | 12 de septiembre – River Plate         | 1     |                              |                              |                               |                               |                  |                  |  |  |                  |                  |  |  |             |             |  |  |       |       |
|  | Ovetense FC                       | 5                                    |                                        |       |                              |                              |                               |                               |                  |                  |  |  |                  |                  |  |  |             |             |  |  |       |       |
|  | Ovetense FC                       | 5                                    | Ovetense FC                            | 0     |                              |                              |                               |                               |                  |                  |  |  |                  |                  |  |  |             |             |  |  |       |       |
|  | 24 de julio – Rio Parapiti        |                                      | Ovetense FC                            | 0     |                              |                              |                               |                               |                  |                  |  |  |                  |                  |  |  |             |             |  |  |       |       |
|  |                                   | Deportivo Capiatá                    | 1                                      |       |                              |                              |                               |                               |                  |                  |  |  |                  |                  |  |  |             |             |  |  |       |       |
|  | Aquidabán                         | Deportivo Capiatá                    | 1                                      | 1     |                              |                              |                               |                               |                  |                  |  |  |                  |                  |  |  |             |             |  |  |       |       |
|  | Aquidabán                         | 3 de septiembre – Juan José Vázquez  |                                        | 1     |                              |                              |                               |                               |                  |                  |  |  |                  |                  |  |  |             |             |  |  |       |       |
|  | Deportivo Capiatá                 | 8                                    |                                        |       |                              |                              |                               |                               |                  |                  |  |  |                  |                  |  |  |             |             |  |  |       |       |
|  | Deportivo Capiatá                 | 8                                    | Deportivo Capiatá                      | 5     |                              |                              |                               |                               |                  |                  |  |  |                  |                  |  |  |             |             |  |  |       |       |
|  | 4 de junio – Rio Parapiti         |                                      | Deportivo Capiatá                      | 5     |                              |                              |                               |                               |                  |                  |  |  |                  |                  |  |  |             |             |  |  |       |       |
|  |                                   | Sportivo San Juan                    | 1                                      |       |                              |                              |                               |                               |                  |                  |  |  |                  |                  |  |  |             |             |  |  |       |       |
|  | Oriental                          | Sportivo San Juan                    | 1                                      | 2 (2) |                              |                              |                               |                               |                  |                  |  |  |                  |                  |  |  |             |             |  |  |       |       |
|  | Oriental                          |                                      | 6 de noviembre – Luis Alfonso Giagni   | 2 (2) |                              |                              |                               |                               |                  |                  |  |  |                  |                  |  |  |             |             |  |  |       |       |
|  | Sportivo San Juan (p)             | 2 (3)                                |                                        |       |                              |                              |                               |                               |                  |                  |  |  |                  |                  |  |  |             |             |  |  |       |       |
|  | Sportivo San Juan (p)             | 2 (3)                                | Deportivo Capiatá                      | 1     |                              |                              |                               |                               |                  |                  |  |  |                  |                  |  |  |             |             |  |  |       |       |
|  | 10 de julio – Leandro Ovelar      |                                      | Deportivo Capiatá                      | 1     |                              |                              |                               |                               |                  |                  |  |  |                  |                  |  |  |             |             |  |  |       |       |
|  |                                   | Guaraní                              | 5                                      |       | Partido por el tercer puesto | Partido por el tercer puesto |                               |                               |                  |                  |  |  |                  |                  |  |  |             |             |  |  |       |       |
|  | Sport Valenzolano                 | Guaraní                              | 5                                      | 0     | Partido por el tercer puesto | Partido por el tercer puesto |                               |                               |                  |                  |  |  |                  |                  |  |  |             |             |  |  |       |       |
|  | Sport Valenzolano                 | 14 de agosto – Leandro Ovelar        | 14 de agosto – Leandro Ovelar          | 0     |                              |                              | 5 de diciembre – Luis Salinas | 5 de diciembre – Luis Salinas |                  |                  |  |  |                  |                  |  |  |             |             |  |  |       |       |
|  | General Caballero (JLM)           | 14 de agosto – Leandro Ovelar        | 14 de agosto – Leandro Ovelar          | 3     |                              |                              | 5 de diciembre – Luis Salinas | 5 de diciembre – Luis Salinas |                  |                  |  |  |                  |                  |  |  |             |             |  |  |       |       |
|  | General Caballero (JLM)           | General Caballero (JLM)              | 0                                      | 3     | Sol de América               | 0 (5)                        |                               |                               |                  |                  |  |  |                  |                  |  |  |             |             |  |  |       |       |
|  | 23 de julio – River Plate         | General Caballero (JLM)              | 0                                      |       | Sol de América               | 0 (5)                        |                               |                               |                  |                  |  |  |                  |                  |  |  |             |             |  |  |       |       |
|  |                                   | Guaraní                              | 1                                      |       | Deportivo Capiatá (p)        | 0 (6)                        |                               |                               |                  |                  |  |  |                  |                  |  |  |             |             |  |  |       |       |
|  | Deportivo Recoleta                | Guaraní                              | 1                                      | 1     | Deportivo Capiatá (p)        | 0 (6)                        |                               |                               |                  |                  |  |  |                  |                  |  |  |             |             |  |  |       |       |
|  | Deportivo Recoleta                |                                      | 18 de septiembre – Luis Salinas        | 1     |                              |                              |                               |                               |                  |                  |  |  |                  |                  |  |  |             |             |  |  |       |       |
|  | Guaraní                           | 3                                    |                                        |       |                              |                              |                               |                               |                  |                  |  |  |                  |                  |  |  |             |             |  |  |       |       |
|  | Guaraní                           | 3                                    | Guaraní                                | 5     |                              |                              |                               |                               |                  |                  |  |  |                  |                  |  |  |             |             |  |  |       |       |
|  | 6 de junio – Martín Torres        |                                      | Guaraní                                | 5     |                              |                              |                               |                               |                  |                  |  |  |                  |                  |  |  |             |             |  |  |       |       |
|  |                                   | Sol de América (JMF)                 | 0                                      |       |                              |                              |                               |                               |                  |                  |  |  |                  |                  |  |  |             |             |  |  |       |       |
|  | Atlético Juventud                 | Sol de América (JMF)                 | 0                                      | 1     |                              |                              |                               |                               |                  |                  |  |  |                  |                  |  |  |             |             |  |  |       |       |
|  | Atlético Juventud                 | 14 de agosto – Leandro Ovelar        |                                        | 1     |                              |                              |                               |                               |                  |                  |  |  |                  |                  |  |  |             |             |  |  |       |       |
|  | Sportivo Trinidense               | 0                                    |                                        |       |                              |                              |                               |                               |                  |                  |  |  |                  |                  |  |  |             |             |  |  |       |       |
|  | Sportivo Trinidense               | 0                                    | Atlético Juventud                      | 1 (1) |                              |                              |                               |                               |                  |                  |  |  |                  |                  |  |  |             |             |  |  |       |       |
|  | 30 de mayo – Luis Salinas         |                                      | Atlético Juventud                      | 1 (1) |                              |                              |                               |                               |                  |                  |  |  |                  |                  |  |  |             |             |  |  |       |       |
|  |                                   | Sol de América (JMF) (p)             | 1 (4)                                  |       |                              |                              |                               |                               |                  |                  |  |  |                  |                  |  |  |             |             |  |  |       |       |
|  | Sol de América (JMF)              | Sol de América (JMF) (p)             | 1 (4)                                  | 16    |                              |                              |                               |                               |                  |                  |  |  |                  |                  |  |  |             |             |  |  |       |       |
|  | Sol de América (JMF)              |                                      | 16 de octubre – Luis Alfonso Giagni    | 16    |                              |                              |                               |                               |                  |                  |  |  |                  |                  |  |  |             |             |  |  |       |       |
|  | Sportivo Puerto Diana             | 3                                    |                                        |       |                              |                              |                               |                               |                  |                  |  |  |                  |                  |  |  |             |             |  |  |       |       |
|  | Sportivo Puerto Diana             | 3                                    | Guaraní                                | 2     |                              |                              |                               |                               |                  |                  |  |  |                  |                  |  |  |             |             |  |  |       |       |
|  | 18 de julio – Juan José Vázquez   |                                      | Guaraní                                | 2     |                              |                              |                               |                               |                  |                  |  |  |                  |                  |  |  |             |             |  |  |       |       |
|  |                                   | Deportivo Santaní                    | 1                                      |       |                              |                              |                               |                               |                  |                  |  |  |                  |                  |  |  |             |             |  |  |       |       |
|  | Sud América                       | Deportivo Santaní                    | 1                                      | 0     |                              |                              |                               |                               |                  |                  |  |  |                  |                  |  |  |             |             |  |  |       |       |
|  | Sud América                       | 20 de agosto – La Arboleda           |                                        | 0     |                              |                              |                               |                               |                  |                  |  |  |                  |                  |  |  |             |             |  |  |       |       |
|  | Deportivo Santaní                 | 5                                    |                                        |       |                              |                              |                               |                               |                  |                  |  |  |                  |                  |  |  |             |             |  |  |       |       |
|  | Deportivo Santaní                 | 5                                    | Deportivo Santaní                      | 2     |                              |                              |                               |                               |                  |                  |  |  |                  |                  |  |  |             |             |  |  |       |       |
|  | 25 de julio – Ricardo Gregor      |                                      | Deportivo Santaní                      | 2     |                              |                              |                               |                               |                  |                  |  |  |                  |                  |  |  |             |             |  |  |       |       |
|  |                                   | Sportivo Ameliano                    | 1                                      |       |                              |                              |                               |                               |                  |                  |  |  |                  |                  |  |  |             |             |  |  |       |       |
|  | Sportivo Ameliano                 | Sportivo Ameliano                    | 1                                      | 3     |                              |                              |                               |                               |                  |                  |  |  |                  |                  |  |  |             |             |  |  |       |       |
|  | Sportivo Ameliano                 |                                      | 17 de septiembre – Juan José Vázquez   | 3     |                              |                              |                               |                               |                  |                  |  |  |                  |                  |  |  |             |             |  |  |       |       |
|  | Fulgencio Yegros                  | 0                                    |                                        |       |                              |                              |                               |                               |                  |                  |  |  |                  |                  |  |  |             |             |  |  |       |       |
|  | Fulgencio Yegros                  | 0                                    | Deportivo Santaní                      | 1     |                              |                              |                               |                               |                  |                  |  |  |                  |                  |  |  |             |             |  |  |       |       |
|  | 12 de junio – Isidro Roussillón   |                                      | Deportivo Santaní                      | 1     |                              |                              |                               |                               |                  |                  |  |  |                  |                  |  |  |             |             |  |  |       |       |
|  |                                   | River Plate                          | 0                                      |       |                              |                              |                               |                               |                  |                  |  |  |                  |                  |  |  |             |             |  |  |       |       |
|  | Nueva Estrella                    | River Plate                          | 0                                      | 1     |                              |                              |                               |                               |                  |                  |  |  |                  |                  |  |  |             |             |  |  |       |       |
|  | Nueva Estrella                    | 28 de agosto – Antonio Aranda        |                                        | 1     |                              |                              |                               |                               |                  |                  |  |  |                  |                  |  |  |             |             |  |  |       |       |
|  | Atl. 3 de Febrero                 | 9                                    |                                        |       |                              |                              |                               |                               |                  |                  |  |  |                  |                  |  |  |             |             |  |  |       |       |
|  | Atl. 3 de Febrero                 | 9                                    | Atl. 3 de Febrero                      | 1 (3) |                              |                              |                               |                               |                  |                  |  |  |                  |                  |  |  |             |             |  |  |       |       |
|  | 16 de julio – Ricardo Gregor      |                                      | Atl. 3 de Febrero                      | 1 (3) |                              |                              |                               |                               |                  |                  |  |  |                  |                  |  |  |             |             |  |  |       |       |
|  |                                   | River Plate (p)                      | 1 (5)                                  |       |                              |                              |                               |                               |                  |                  |  |  |                  |                  |  |  |             |             |  |  |       |       |
|  | Presidente Hayes                  | River Plate (p)                      | 1 (5)                                  | 1     |                              |                              |                               |                               |                  |                  |  |  |                  |                  |  |  |             |             |  |  |       |       |
|  | Presidente Hayes                  |                                      |                                        | 1     |                              |                              |                               |                               |                  |                  |  |  |                  |                  |  |  |             |             |  |  |       |       |
|  | River Plate                       | 2                                    |                                        |       |                              |                              |                               |                               |                  |                  |  |  |                  |                  |  |  |             |             |  |  |       |       |
|  | River Plate                       | 2                                    |                                        |       |                              |                              |                               |                               |                  |                  |  |  |                  |                  |  |  |             |             |  |  |       |       |

### Treintaidosavos de final
Esta fase se disputó desde el 28 de mayo en 32 llaves a partido único y clasificaron a dieciseisavos de final los 32 ganadores. En caso de empates, se definieron las series vía tiros penales.
| Treintaidosavos de final | Treintaidosavos de final | Treintaidosavos de final  | Treintaidosavos de final | Treintaidosavos de final | Treintaidosavos de final | Treintaidosavos de final |
| Equipo 1                 | Resultado                | Equipo 2                  | Estadio                  | Día                      | Hora                     | Llave                    |
| ------------------------ | ------------------------ | ------------------------- | ------------------------ | ------------------------ | ------------------------ | ------------------------ |
| 12 de Octubre (P. Yobái) | 0 – 3                    | Sportivo Iteño            | Parque del Guairá        | 28 de mayo               | 13:00                    | E05                      |
| Humaitá FBC              | 1 – 4                    | Guaireña FC               | Parque del Guairá        | 28 de mayo               | 15:00                    | E03                      |
| Cristóbal Colón (Ñ)      | 3 – 0                    | Deportivo Caaguazú        | Ovetenses Unidos         | 29 de mayo               | 13:00                    | E19                      |
| Sport Colonial           | 1 – 5                    | Ovetense FC               | Ovetenses Unidos         | 29 de mayo               | 15:00                    | E22                      |
| Sol de América (JMF)     | 16 – 3                   | Sportivo Puerto Diana     | Luis Salinas             | 30 de mayo               | 16:00                    | E28                      |
| 12 de Octubre (SD)       | 0 – 3                    | 12 de Octubre (Itauguá)   | Luis Salinas             | 30 de mayo               | 18:15                    | E21                      |
| Oriental                 | 2 – 2 (2-3 pen.)         | Sportivo San Juan         | Río Parapití             | 4 de junio               | 14:00                    | E24                      |
| Silvio Pettirossi        | 0 – 1                    | Sportivo 2 de Mayo        | Río Parapití             | 4 de junio               | 16:15                    | E02                      |
| Tacuary                  | 3 – 0                    | Resistencia SC            | Martín Torres            | 6 de junio               | 17:00                    | E11                      |
| Atlético Juventud        | 1 – 0                    | Sportivo Trinidense       | Martín Torres            | 6 de junio               | 19:15                    | E27                      |
| 19 de Marzo FBC          | 1 – 1 (2-3 pen.)         | General B. Caballero (CG) | 22 de Setiembre          | 11 de junio              | 13:00                    | E08                      |
| Atlético Colegiales      | 2 – 0                    | Athletic FBC              | 22 de Setiembre          | 11 de junio              | 15:00                    | E18                      |
| Nueva Estrella           | 1 – 9                    | Atl. 3 de Febrero         | Isidro Roussillón        | 12 de junio              | 13:00                    | E31                      |
| Independiente FBC (N)    | 0 – 4                    | Rubio Ñu                  | Isidro Roussillón        | 12 de junio              | 15:00                    | E14                      |
| 1° de Marzo FBC          | 1 – 2                    | Atyrá FC                  | Erico Galeano            | 13 de junio              | 17:00                    | E06                      |
| 3 de Mayo (Posta Ybycuá) | 1 – 3                    | R.I. 3 Corrales           | Erico Galeano            | 13 de junio              | 19:15                    | E15                      |
| Cristóbal Colón (JAS)    | 1 – 2                    | Fernando de la Mora       | Gunther Vogel            | 9 de julio               | 17:10                    | E12                      |
| Sportivo Limpeño         | 0 – 4                    | Olimpia                   | Tigo - Manuel Ferreira   | 9 de julio               | 19:45                    | E17                      |
| Sport Valenzolano        | 0 – 3                    | General Caballero (JLM)   | Leandro Ovelar           | 10 de julio              | 13:00                    | E25                      |
| CSD San Antonio          | 2 – 8                    | Libertad                  | Leandro Ovelar           | 10 de julio              | 15:00                    | E10                      |
| 3 de Febrero FBC (RB)    | 0 – 3                    | Nacional                  | Luis Salinas             | 11 de julio              | 17:15                    | E16                      |
| 16 de Agosto             | 0 – 6                    | Sportivo San Lorenzo      | Luis Salinas             | 11 de julio              | 19:45                    | E20                      |
| Presidente Hayes         | 1 – 2                    | River Plate               | Ricardo Gregor           | 16 de julio              | 17:15                    | E32                      |
| 1° de Marzo              | 0 – 3                    | Sportivo Luqueño          | Ricardo Gregor           | 16 de julio              | 19:45                    | E13                      |
| Porvenir FC              | 1 – 4                    | Sol de América            | Luis Salinas             | 17 de julio              | 17:15                    | E07                      |
| Atlántida SC             | 0 – 3                    | Cerro Porteño             | General Pablo Rojas      | 17 de julio              | 19:45                    | E01                      |
| Sport Santo Domingo      | 0 – 5                    | General Díaz              | Juan José Vázquez        | 18 de julio              | 17:15                    | E04                      |
| Sud América              | 0 – 5                    | Deportivo Santaní         | Juan José Vázquez        | 18 de julio              | 19:45                    | E29                      |
| Deportivo Recoleta       | 1 – 3                    | Guaraní                   | River Plate              | 23 de julio              | 18:30                    | E26                      |
| Aquidabán                | 1 – 8                    | Deportivo Capiatá         | Río Parapití             | 24 de julio              | 16:00                    | E23                      |
| Sportivo Ameliano        | 3 – 0                    | Fulgencio Yegros          | Ricardo Gregor           | 25 de julio              | 15:00                    | E30                      |
| Atlético Tembetary       | 2 – 0                    | Independiente (CG)        | Ricardo Gregor           | 25 de julio              | 18:30                    | E09                      |

### Dieciseisavos de final
Esta fase se disputó desde el 7 de agosto en 16 llaves a partido único y clasificaron a octavos de final los 16 ganadores. En caso de empates, se definieron las series vía tiros penales.
| Dieciseisavos de final  | Dieciseisavos de final | Dieciseisavos de final    | Dieciseisavos de final | Dieciseisavos de final | Dieciseisavos de final | Dieciseisavos de final |
| Equipo 1                | Resultado              | Equipo 2                  | Estadio                | Día                    | Hora                   | Llave                  |
| ----------------------- | ---------------------- | ------------------------- | ---------------------- | ---------------------- | ---------------------- | ---------------------- |
| Cerro Porteño           | 1 – 1 (3-4 pen.)       | Sportivo 2 de Mayo        | Juan José Vázquez      | 7 de agosto            | 18:30                  | O01                    |
| Olimpia                 | 3 – 0                  | Atlético Colegiales       | Parque del Guairá      | 8 de agosto            | 15:00                  | O09                    |
| Guaireña FC             | 1 – 0                  | General Díaz              | Parque del Guairá      | 13 de agosto           | 14:00                  | O02                    |
| Cristóbal Colón (Ñ)     | 1 – 1 (6-5 pen.)       | Sportivo San Lorenzo      | Luis Salinas           | 13 de agosto           | 16:15                  | O10                    |
| 12 de Octubre (Itauguá) | 0 – 0 (3-4 pen.)       | Ovetense FC               | Luis Salinas           | 13 de agosto           | 18:30                  | O11                    |
| Atlético Juventud       | 1 – 1 (1-4 pen.)       | Sol de América (JMF)      | Leandro Ovelar         | 14 de agosto           | 12:45                  | O14                    |
| General Caballero JLM   | 0 – 1                  | Guaraní                   | Leandro Ovelar         | 14 de agosto           | 15:00                  | O13                    |
| Atlético Tembetary      | 1 – 2                  | Libertad                  | Luis Alfonso Giagni    | 15 de agosto           | 16:15                  | O05                    |
| Sol de América          | 4 – 1                  | General B. Caballero (CG) | Luis Alfonso Giagni    | 15 de agosto           | 18:30                  | O04                    |
| Deportivo Santaní       | 2 – 1                  | Sportivo Ameliano         | La Arboleda            | 20 de agosto           | 16:15                  | O15                    |
| Sportivo Luqueño        | 1 – 0                  | Rubio Ñu                  | La Arboleda            | 20 de agosto           | 18:30                  | O07                    |
| R.I. 3 Corrales         | 2 – 2 (2-3 pen.)       | Nacional                  | Antonio Aranda         | 21 de agosto           | 16:15                  | O08                    |
| Tacuary                 | 0 – 3                  | Fernando de la Mora       | San Francisco de Asís  | 22 de agosto           | 12:45                  | O06                    |
| Sportivo Iteño          | 1 – 1 (2-3 pen.)       | Atyrá FC                  | San Francisco de Asís  | 22 de agosto           | 15:00                  | O03                    |
| Atl. 3 de Febrero       | 1 – 1 (3-5 pen.)       | River Plate               | Antonio Aranda         | 28 de agosto           | 16:00                  | O16                    |
| Deportivo Capiatá       | 5 – 1                  | Sportivo San Juan         | Juan José Vázquez      | 3 de septiembre        | 17:00                  | O12                    |

### Octavos de final
Esta fase se disputó desde el 10 de septiembre en 8 llaves a partido único y clasificaron a cuartos de final los 8 ganadores. En caso de empates, se definieron las series vía tiros penales.
| Octavos de final   | Octavos de final | Octavos de final     | Octavos de final    | Octavos de final | Octavos de final | Octavos de final |
| Equipo 1           | Resultado        | Equipo 2             | Estadio             | Día              | Hora             | Llave            |
| ------------------ | ---------------- | -------------------- | ------------------- | ---------------- | ---------------- | ---------------- |
| Sportivo 2 de Mayo | 1 – 1 (3-4 pen.) | Guaireña FC          | Río Parapití        | 10 de septiembre | 16:30            | G1               |
| Sportivo Luqueño   | 2 – 0            | Nacional             | Luis Alfonso Giagni | 10 de septiembre | 18:45            | G4               |
| Libertad           | 3 – 2            | Fernando de la Mora  | Arsenio Erico       | 11 de septiembre | 16:30            | G3               |
| Olimpia            | 0 – 0 (4-5 pen.) | Cristóbal Colón (Ñ)  | Erico Galeano       | 11 de septiembre | 18:45            | G5               |
| Ovetense FC        | 0 – 1            | Deportivo Capiatá    | River Plate         | 12 de septiembre | 18:45            | G6               |
| Deportivo Santaní  | 1 – 0            | River Plate          | Juan José Vázquez   | 17 de septiembre | 16:30            | G8               |
| Guaraní            | 5 – 0            | Sol de América (JMF) | Luis Salinas        | 18 de septiembre | 18:45            | G2               |
| Atyrá FC           | 0 - 2            | Sol de América       | Adrián Jara         | 19 de septiembre | 18:45            | G7               |

### Cuartos de final
Esta fase se disputó desde el 9 de octubre en 4 llaves a partido único y clasificaron a semifinales los 4 ganadores. En caso de empates, se definieron las series vía tiros penales.
| Cuartos de final    | Cuartos de final | Cuartos de final  | Cuartos de final    | Cuartos de final | Cuartos de final | Cuartos de final |
| Equipo 1            | Resultado        | Equipo 2          | Estadio             | Día              | Hora             | Llave            |
| ------------------- | ---------------- | ----------------- | ------------------- | ---------------- | ---------------- | ---------------- |
| Guaireña FC         | 0 – 0 (1-3 pen.) | Sol de América    | Parque del Guairá   | 9 de octubre     | 16:30            | S1               |
| Libertad            | 1 - 0            | Sportivo Luqueño  | Arsenio Erico       | 10 de octubre    | 20:00            | S2               |
| Cristóbal Colón (Ñ) | 1 - 3            | Deportivo Capiatá | Luis Salinas        | 16 de octubre    | 17:45            | S3               |
| Guaraní             | 2 - 1            | Deportivo Santaní | Luis Alfonso Giagni | 16 de octubre    | 20:00            | S4               |

### Semifinales
Esta fase se disputó desde el 5 de noviembre en 2 llaves a partido único y clasificaron a la final los 2 ganadores. Al no registrarse empates durante el tiempo reglamentario, no hubo necesidad de definir las series vía tiros penales.
| Semifinales       | Semifinales | Semifinales | Semifinales         | Semifinales    | Semifinales | Semifinales |
| Local             | Resultado   | Visitante   | Estadio             | Día            | Hora        | Llave       |
| ----------------- | ----------- | ----------- | ------------------- | -------------- | ----------- | ----------- |
| Sol de América    | 1 - 4       | Libertad    | Arsenio Erico       | 5 de noviembre | 19:30       | GS1         |
| Deportivo Capiatá | 1 - 5       | Guaraní     | Luis Alfonso Giagni | 6 de noviembre | 19:30       | GS2         |

### Tercer puesto
Los dos equipos que resultaron perdedores de los juegos de semifinales, se enfrentaron para decidir el tercer y cuarto puesto del certamen. Tras persistir el empate al término del tiempo reglamentario, se definió la serie vía tiros penales.
El Deportivo Capiatá obtuvo el tercer lugar del certamen, y debería haber clasificado como Paraguay 4 a la Copa Sudamericana 2020. Sin embargo, su descenso a la División Intermedia (sumado a disposiciones reglamentarias de la APF) hicieron que pierda el derecho adquirido en favor del equipo que ocupó el octavo lugar de la Tabla acumulada del Campeonato de Primera División 2019, el Sportivo Luqueño.
| Tercer y cuarto puesto | Tercer y cuarto puesto | Tercer y cuarto puesto | Tercer y cuarto puesto | Tercer y cuarto puesto | Tercer y cuarto puesto | Tercer y cuarto puesto |
| Local                  | Resultado              | Visitante              | Estadio                | Día                    | Hora                   |                        |
| ---------------------- | ---------------------- | ---------------------- | ---------------------- | ---------------------- | ---------------------- | ---------------------- |
| Sol de América         | 0 – 0 (5-6 pen.)       | Deportivo Capiatá      | Luis Salinas           | 5 de diciembre         | 19:00                  |                        |

### Final
Los dos mejores equipos del certamen decidieron al campeón en un solo partido. Al término del tiempo reglamentario, se coronó campeón de esta edición del certamen, el Club Libertad. Cabe destacar también, que este fue el primer partido en la historia del fútbol paraguayo en el cual se hizo uso del VAR.
| Final    | Final     | Final     | Final                | Final          | Final | Final |
| Local    | Resultado | Visitante | Estadio              | Día            | Hora  |       |
| -------- | --------- | --------- | -------------------- | -------------- | ----- | ----- |
| Libertad | 3 - 0     | Guaraní   | Defensores del Chaco | 4 de diciembre | 19:00 |       |

Ficha del partido
| 1          | Guardameta     | Martín Silva     |     |
| 34         | Defensa        | Rodrigo González |     |
| 5          | Defensa        | Diego Viera      |     |
| 4          | Defensa        | Paulo Da Silva   |     |
| 17         | Defensa        | Matías Espinoza  |     |
| 20         | Centrocampista | Antonio Bareiro  |     |
| 13         | Centrocampista | Alexander Mejía  |     |
| 35         | Centrocampista | Lucas Sanabria   |     |
| 21         | Centrocampista | Blas Cáceres     | 78' |
| 19         | Delantero      | Iván Franco      | 67' |
| 11         | Delantero      | Adrián Martínez  | 83' |
| Entrenador | Entrenador     | José Chamot      |     |

| 12         | Guardameta     | Ignacio Don         |     |
| 24         | Defensa        | Cristian Báez       |     |
| 6          | Defensa        | Hernán Lopes        |     |
| 20         | Defensa        | Roberto Fernández   | 53' |
| 13         | Defensa        | Guillermo Benítez   |     |
| 8          | Centrocampista | Jorge Morel         |     |
| 28         | Centrocampista | Fernando Barrientos |     |
| 14         | Centrocampista | Rodrigo Fernández   |     |
| 17         | Centrocampista | Rodney Redes        | 75' |
| 19         | Delantero      | Claudio Aquino      |     |
| 30         | Delantero      | José Ortigoza       |     |
| Entrenador | Entrenador     | Gustavo Costas      |     |

| 8  | Centrocampista | Macnelly Torres  | 67' |
| 18 | Centrocampista | Cristian Riveros | 78' |
| 9  | Delantero      | Óscar Cardozo    | 83' |

| 9 | Delantero      | Fernando Fernández | 53' |
| 7 | Centrocampista | Orlando Gaona Lugo | 75' |

| Anotado | 41' | Adrián Martínez | 1–0 |
| Anotado | 51' | Adrián Martínez | 2–0 |
| Anotado | 66' | Antonio Bareiro | 3–0 |

| Amonestado | 62' | Blas Cáceres    |
| Amonestado | 74' | Macnelly Torres |

| Amonestado | 33' | Guillermo Benítez |
| Amonestado | 69' | Jorge Morel       |
| Amonestado | 74' | Rodrigo Fernández |

| Árbitro             | Éber Aquino         |
| Árbitros asistentes | Eduardo Cardozo     |
| Árbitros asistentes | Juan Zorrilla       |
| Cuarto árbitro      | Juan López          |
| Adicionales VAR     | Mario Díaz de Vivar |
| Adicionales VAR     | Milciades Saldívar  |
| Árbitro soporte     | Roberto Cañete      |

| 1          | Guardameta     | Martín Silva     |     |
| 34         | Defensa        | Rodrigo González |     |
| 5          | Defensa        | Diego Viera      |     |
| 4          | Defensa        | Paulo Da Silva   |     |
| 17         | Defensa        | Matías Espinoza  |     |
| 20         | Centrocampista | Antonio Bareiro  |     |
| 13         | Centrocampista | Alexander Mejía  |     |
| 35         | Centrocampista | Lucas Sanabria   |     |
| 21         | Centrocampista | Blas Cáceres     | 78' |
| 19         | Delantero      | Iván Franco      | 67' |
| 11         | Delantero      | Adrián Martínez  | 83' |
| Entrenador | Entrenador     | José Chamot      |     |

| 12         | Guardameta     | Ignacio Don         |     |
| 24         | Defensa        | Cristian Báez       |     |
| 6          | Defensa        | Hernán Lopes        |     |
| 20         | Defensa        | Roberto Fernández   | 53' |
| 13         | Defensa        | Guillermo Benítez   |     |
| 8          | Centrocampista | Jorge Morel         |     |
| 28         | Centrocampista | Fernando Barrientos |     |
| 14         | Centrocampista | Rodrigo Fernández   |     |
| 17         | Centrocampista | Rodney Redes        | 75' |
| 19         | Delantero      | Claudio Aquino      |     |
| 30         | Delantero      | José Ortigoza       |     |
| Entrenador | Entrenador     | Gustavo Costas      |     |

| 8  | Centrocampista | Macnelly Torres  | 67' |
| 18 | Centrocampista | Cristian Riveros | 78' |
| 9  | Delantero      | Óscar Cardozo    | 83' |

| 9 | Delantero      | Fernando Fernández | 53' |
| 7 | Centrocampista | Orlando Gaona Lugo | 75' |

| Anotado | 41' | Adrián Martínez | 1–0 |
| Anotado | 51' | Adrián Martínez | 2–0 |
| Anotado | 66' | Antonio Bareiro | 3–0 |

| Amonestado | 62' | Blas Cáceres    |
| Amonestado | 74' | Macnelly Torres |

| Amonestado | 33' | Guillermo Benítez |
| Amonestado | 69' | Jorge Morel       |
| Amonestado | 74' | Rodrigo Fernández |

| Árbitro             | Éber Aquino         |
| Árbitros asistentes | Eduardo Cardozo     |
| Árbitros asistentes | Juan Zorrilla       |
| Cuarto árbitro      | Juan López          |
| Adicionales VAR     | Mario Díaz de Vivar |
| Adicionales VAR     | Milciades Saldívar  |
| Árbitro soporte     | Roberto Cañete      |

## Campeón
|                     |
| Libertad 1.° título |

## Estadísticas de jugadores
- Actualizado el 16 de diciembre de 2019.

### Máximos goleadores
| País                 | Jugador          | Equipo               | Goles | Penal |
| -------------------- | ---------------- | -------------------- | ----- | ----- |
| Bandera de Argentina | Adrián Martínez  | Libertad             | 7     | 0     |
| Bandera de Paraguay  | Richard Ortiz    | Sol de América (JMF) | 7     | 0     |
| Bandera de Argentina | Claudio Aquino   | Guaraní              | 4     | 0     |
| Bandera de Paraguay  | José Ortigoza    | Guaraní              | 4     | 0     |
| Bandera de Paraguay  | Lucas González   | Nacional             | 4     | 0     |
| Bandera de Paraguay  | Fabio Escobar    | Deportivo Capiatá    | 4     | 1     |
| Bandera de Paraguay  | Juan Roa         | Cristóbal Colón (Ñ)  | 3     | 0     |
| Bandera de Paraguay  | Emmanuel Morales | Fernando de la Mora  | 3     | 0     |
| Bandera de Paraguay  | Diego Doldán     | General Díaz         | 3     | 0     |
| Bandera de Paraguay  | Iván Franco      | Libertad             | 3     | 0     |
| Bandera de Paraguay  | Juan Martínez    | Sol de América (JMF) | 3     | 0     |
| Bandera de Paraguay  | Sergio Rojas     | Sportivo Ameliano    | 3     | 1     |

### Anotaciones destacadas
Listado de tripletas o hat-tricks (3), póker de goles (4), manitas (5), o más goles, anotados por un jugador en un mismo encuentro.
| Fecha               | Jugador        | Goles | Equipo               | Resultado | Rival                          | Fase   |
| ------------------- | -------------- | ----- | -------------------- | --------- | ------------------------------ | ------ |
| 30 de mayo de 2019  | Richard Ortiz  | 7     | Sol de América (JMF) | 16 - 3    | Sp. Puerto Diana (Bahía Negra) | 32avos |
| 30 de mayo de 2019  | Juan Martínez  | 3     | Sol de América (JMF) | 16 - 3    | Sp. Puerto Diana (Bahía Negra) | 32avos |
| 11 de julio de 2019 | Lucas González | 3     | Nacional             | 3 - 0     | 3 de Febrero F.B.C. (RB)       | 32avos |
| 18 de julio de 2019 | Diego Doldán   | 3     | General Díaz         | 5 - 0     | Sp. Santo Domingo (Y)          | 32avos |
| 24 de julio de 2019 | Fabio Escobar  | 3     | Deportivo Capiatá    | 8 - 1     | Aquidabán (PJC)                | 32avos |
| 25 de julio de 2019 | Sergio Rojas   | 3     | Sportivo Ameliano    | 3 - 0     | Fulgencio Yegros               | 32avos |

### Autogoles
| Fecha              | Jugador        | Goles | Equipo            | Resultado | Rival              | Fase   |
| ------------------ | -------------- | ----- | ----------------- | --------- | ------------------ | ------ |
| 4 de junio de 2019 | Matías Benítez | 1     | Silvio Pettirossi | 0 - 1     | Sportivo 2 de Mayo | 32avos |